# Torneig de les Cinc Nacions 1979

El Torneig de les cinc Nacions de 1979 fou la 50a edició en el format de cinc nacions i la 85a tenint en compte les edicions del Home Nations Championship. Deu partits es van jugar entre el 19 de gener i el 15 de març. Gal·les s'enduria el títol per 21a vegada i segona consecutiva, a més d'aconseguir la Triple Corona al batre a la resta de seleccions britàniques i a Irlanda.

## Participants
| Nació      | Estadi           | Ciutat   | Entrenador    |
| ---------- | ---------------- | -------- | ------------- |
| Anglaterra | Twickenham       | Londres  | Peter Colston |
| França     | Parc des Princes | París    | Jean Desclaux |
| Irlanda    | Lansdowne Road   | Dublín   | Noel Murphy   |
| Escòcia    | Murrayfield      | Edimburg | Nairn McEwan  |
| Gal·les    | National Stadium | Cardiff  | John Dawes    |

## Classificació
| Posició | Nació      | Partits | Partits  | Partits  | Partits | Punts   | Punts     | Punts      | Taula de punts |
| Posició | Nació      | Jugats  | Guanyats | Empatats | Perduts | A Favor | En contra | Diferència | Taula de punts |
| ------- | ---------- | ------- | -------- | -------- | ------- | ------- | --------- | ---------- | -------------- |
| 1       | Gal·les    | 4       | 3        | 0        | 1       | 83      | 51        | +32        | 6              |
| 2       | França     | 4       | 2        | 1        | 1       | 50      | 46        | +4         | 5              |
| 3       | Irlanda    | 4       | 1        | 2        | 1       | 53      | 51        | +2         | 4              |
| 4       | Anglaterra | 4       | 1        | 1        | 2       | 24      | 52        | −28        | 3              |
| 5       | Escòcia    | 4       | 0        | 2        | 2       | 48      | 58        | −10        | 2              |

## Results
| Irlanda | 9–9 | França | 20 de gener de 1979 {{{time}}} - Lansdowne Road, Dublín Assistència: 51.000 espectadors Àrbitre: R Quittenton (Anglaterra) |
|         |     |        | 20 de gener de 1979 {{{time}}} - Lansdowne Road, Dublín Assistència: 51.000 espectadors Àrbitre: R Quittenton (Anglaterra) |

| Escòcia | 13–19 | Gal·les | 20 de gener de 1979 {{{time}}} - Murrayfield, Edimburg Àrbitre: F Palmade (França) |
|         |       |         | 20 de gener de 1979 {{{time}}} - Murrayfield, Edimburg Àrbitre: F Palmade (França) |

| Gal·les | 24–21 | Irlanda | 3 de febrer de 1979 {{{time}}} - National Stadium, Cardiff Àrbitre: A Hosie (Escòcia) |
|         |       |         | 3 de febrer de 1979 {{{time}}} - National Stadium, Cardiff Àrbitre: A Hosie (Escòcia) |

| Anglaterra | 7–7 | Escòcia | 3 de febrer de 1979 {{{time}}} - Twickenham, Londres Àrbitre: C Norling (Gal·les) |
|            |     |         | 3 de febrer de 1979 {{{time}}} - Twickenham, Londres Àrbitre: C Norling (Gal·les) |

| França | 14–13 | Gal·les | 17 de febrer de 1979 {{{time}}} - Parc des Princes, París Assistència: 45.259 espectadors Àrbitre: D Burnett (Anglaterra) |
|        |       |         | 17 de febrer de 1979 {{{time}}} - Parc des Princes, París Assistència: 45.259 espectadors Àrbitre: D Burnett (Anglaterra) |

| Irlanda | 12–7 | Anglaterra | 17 de febrer de 1979 {{{time}}} - Lansdowne Road, Dublín Àrbitre: A Hosie (Escòcia) |
|         |      |            | 17 de febrer de 1979 {{{time}}} - Lansdowne Road, Dublín Àrbitre: A Hosie (Escòcia) |

| Anglaterra | 7–6 | França | 3 de març de 1979 {{{time}}} - Twickenham, Londres Assistència: 67.800 espectadors Àrbitre: F West (Irlanda) |
|            |     |        | 3 de març de 1979 {{{time}}} - Twickenham, Londres Assistència: 67.800 espectadors Àrbitre: F West (Irlanda) |

| Escòcia | 11–11 | Irlanda | 3 de març de 1979 {{{time}}} - Murrayfield, Edimburg Àrbitre: C Thomas (Gal·les) |
|         |       |         | 3 de març de 1979 {{{time}}} - Murrayfield, Edimburg Àrbitre: C Thomas (Gal·les) |

| França | 21–17 | Escòcia | 17 de març de 1979 {{{time}}} - Parc des Princes, París Assistència: 45.000 espectadors Àrbitre: R Quittenton (Anglaterra) |
|        |       |         | 17 de març de 1979 {{{time}}} - Parc des Princes, París Assistència: 45.000 espectadors Àrbitre: R Quittenton (Anglaterra) |

| Gal·les | 27–3 | Anglaterra | 17 de març de 1979 {{{time}}} - National Stadium, Cardiff Àrbitre: JP Bonnet (França) |
|         |      |            | 17 de març de 1979 {{{time}}} - National Stadium, Cardiff Àrbitre: JP Bonnet (França) |